# غريب للغاية
غريب للغايه هو مسلسل تم إنتاجه في كندا. بدأ عرضه في سنة 1999. بلغ عدد مواسم المسلسل 3 مواسم، كما بلغ عدد حلقاته 65 حلقة، تم بث المسلسل لأول مرة بتاريخ 18 يناير 1999 بينما تم بث آخر حلقة منه بتاريخ 28 سبتمبر 2001.

## بطولة
- أليكسز جونسون

## وصلات خارجية
- غريب للغاية على موقع IMDb (الإنجليزية)
- غريب للغاية على موقع روتن توميتوز (الإنجليزية)
- غريب للغاية على موقع كينوبويسك (الروسية)
- غريب للغاية على موقع ألو سيني (الفرنسية)
- غريب للغاية على موقع قاعدة بيانات الفيلم (الإنجليزية)